# Petropavlivka (Petropavlivka), Domanivka
Petropavlivka (în ucraineană Петропавлівка) este localitatea de reședință a comunei Petropavlivka din raionul Domanivka, regiunea Mîkolaiiv, Ucraina.

## Demografie
Componența lingvistică a localității Petropavlivka
     Ucraineană (96,67%)
     Rusă (1,66%)
     Română (1,54%)
     Alte limbi (0,13%)
Conform recensământului din 2001, majoritatea populației localității Frunze era vorbitoare de ucraineană (96,67%), existând în minoritate și vorbitori de rusă (1,66%) și română (1,54%).